# Association sportive Garde nationale
|  | No s'ha de confondre amb Association sportive de la Garde nationale nigérienne. |

L'AS de la Garde Nationale (àrab: الجمعية الرياضية للحرس الوطني, al-Jamaʿiyya ar-Riyāḍiyya li-l-Ḥaras al-Waṭanī, ‘Associació Esportiva de la Guàrdia Nacional'; francès: Association Sportive de la Garde Nationale) és un club de futbol maurità de la ciutat de Nouakchott. Anteriorment havia estat conegut com a ASC Garde Nationale (Association Sportive et Culturelle de la Garde Nationale).

## Palmarès
- Lliga mauritana de futbol:[7]
  - 1976, 1977, 1978, 1979, 1984, 1994, 1998
- Copa mauritana de futbol:[8]
  - 1981, 1986, 1989, 2001